# Jim Johnstone
James Robert "Jim" Johnstone (nacido el 20 de septiembre de 1960 en New Canaan, Connecticut) es un exjugador de baloncesto estadounidense que disputó una temporada en la NBA, además de jugar en la liga italiana y la liga francesa. Con 2,11 metros de estatura, jugaba en la posición de pívot.

## Trayectoria deportiva

### Universidad
Jugó durante cuatro temporadas con los Demon Deacons de la Universidad Wake Forest, en las que promedió 10,1 puntos y 5,2 rebotes por partido. En su última temporada fue incluido en el segundo mejor quinteto de la Atlantic Coast Conference.

#### Estadísticas
| Temporada | Equipo      | Conf. | Partidos | MIN  | TC  | TCA | %TC  | TL  | TLA | %TL  | REB | PTS  |
| --------- | ----------- | ----- | -------- | ---- | --- | --- | ---- | --- | --- | ---- | --- | ---- |
| 1978-79   | Wake Forest | ACC   | 27       | 25.9 | 3.6 | 6.3 | .568 | 1.0 | 1.8 | .571 | 5.3 | 8.1  |
| 1979-80   | Wake Forest | ACC   | 26       | 27.3 | 4.0 | 6.8 | .590 | 1.5 | 2.3 | .644 | 5.2 | 9.5  |
| 1980-81   | Wake Forest | ACC   | 28       | 27.5 | 4.9 | 7.9 | .617 | 2.1 | 3.3 | .652 | 5.8 | 11.9 |
| 1981-82   | Wake Forest | ACC   | 30       | 28.2 | 4.5 | 7.0 | .635 | 1.6 | 2.4 | .653 | 4.4 | 10.5 |
| Total     |             |       | 111      | 27.3 | 4.3 | 7.0 | .605 | 1.6 | 2.5 | .636 | 5.2 | 10.1 |

### Profesional
Fue elegido en la quincuagésimo primera posición del Draft de la NBA de 1982 por Kansas City Kings, quienes traspasaron sus derechos a Atlanta Hawks a cambio de una futura segunda ronda del draft, y estos a su vez a San Antonio Spurs a cambio de George Johnson. En los Spurs jugó únicamente 7 partidos, en los que promedió 1,0 puntos y 2,3 rebotes, antes de ser despedido en el mes de diciembre.
Dos meses después ficha como agente libre por los Detroit Pistons, con los que acaba la temporada, promediando 1,5 puntos y 1,9 rebotes por partido.
Al año siguiente se marcha a jugar a la Serie A2 italiana, al Scaligera Verona, donde permanece una temporada, en la que promedia 16,7 puntos y 8,1 rebotes por partido. en 1984 ficha por el Le Mans Sarthe Basket de la liga francesa, regresando a Italia en 1985 para jugar en el Mens Sana Basket, donde pasaría su última temporada como profesional, promediando 15,7 puntos y 10,4 rebotes.

## Estadísticas de su carrera en la NBA

### Temporada regular
| Temporada | Edad | Equipo            | Liga | P  | TIT | MIN | TC  | TCA | %TC  | 3P  | 3PA | %3P | TL  | TLA | %TL  | R.OF. | R.DEF. | REB | ASIS | ROB | TAP | PER | FP  | PTS |
| 1982-83   | 22   | TOTAL             | NBA  | 23 | 0   | 8.3 | 0.5 | 1.3 | .367 | 0.0 | 0.0 |     | 0.4 | 0.9 | .450 | 0.7   | 1.3    | 2.0 | 0.5  | 0.1 | 0.3 | 0.7 | 1.4 | 1.3 |
| 1982-83   | 22   | San Antonio Spurs | NBA  | 7  | 0   | 7.7 | 0.3 | 1.4 | .200 | 0.0 | 0.0 |     | 0.4 | 0.7 | .600 | 0.6   | 1.7    | 2.3 | 0.1  | 0.1 | 0.1 | 0.6 | 1.3 | 1.0 |
| 1982-83   | 22   | Detroit Pistons   | NBA  | 16 | 0   | 8.6 | 0.6 | 1.3 | .450 | 0.0 | 0.0 |     | 0.4 | 0.9 | .400 | 0.7   | 1.2    | 1.9 | 0.6  | 0.1 | 0.4 | 0.7 | 1.5 | 1.5 |
| Total     |      |                   | NBA  | 23 | 0   | 8.3 | 0.5 | 1.3 | .367 | 0.0 | 0.0 |     | 0.4 | 0.9 | .450 | 0.7   | 1.3    | 2.0 | 0.5  | 0.1 | 0.3 | 0.7 | 1.4 | 1.3 |